# Ždiar
Ždiar es un municipio del distrito de Poprad en la región de Prešov, Eslovaquia, con una población estimada a final del año 2024 de 1357 habitantes.
Se encuentra ubicado al oeste de la región, cerca del río Poprad (cuenca hidrográfica del río Vístula) y de la frontera con la región de Žilina.

## Demografía
| Año        | 1994 | 2004    | 2014    | 2024    |
| ---------- | ---- | ------- | ------- | ------- |
| Población  | 1323 | 1330    | 1382    | 1357    |
| Diferencia |      | +0,52 % | +3,90 % | −1,80 % |

| Año        | 2023 | 2024    |
| ---------- | ---- | ------- |
| Población  | 1363 | 1357    |
| Diferencia |      | −0,44 % |